# Тертл Крик (Пенсилванија)
Тертл Крик (енгл. Turtle Creek) град је у америчкој савезној држави Пенсилванија.

## Демографија
По попису из 2010. године број становника је 5.349, што је 727 (-12,0%) становника мање него 2000. године.
| Група             | 2000.         | 2010.         |
| Белци             | 5.609 (92,3%) | 4.167 (77,9%) |
| Афроамериканци    | 314 (5,2%)    | 927 (17,3%)   |
| Азијати           | 37 (0,6%)     | 34 (0,6%)     |
| Хиспаноамериканци | 37 (0,6%)     | 71 (1,3%)     |
| Укупно            | 6.076         | 5.349         |